# 山形英夫
山形 英夫（やまがた ひでお、本名：新国英夫。1932年5月10日 - 没年月日不明）は、日本の歌手である。本名の新国英夫の表記もある。

## 経歴
山形県米沢市出身。
米沢工業高等学校卒業後、のど自慢への出場を果たした後、第六回のコロムビア全国歌謡コンクールで優勝。コロムビアに入社し、デビューした。故郷の山形県に因み、芸名を付けた。
「港の人気者」、「船頭子守唄」、「祇園まつり音頭」（島倉千代子とのデュエット）、「俺はエトランゼ」などのヒット曲がある。
1956年12月31日、東京宝塚劇場で開催された第7回NHK紅白歌合戦に初出場し、「港の人気者」を歌唱した。この第7回紅白の山形の歌のラジオ中継の音声が現存する。歌手引退後は、昭和40年代には、新田光の名で歌の指導をしていた。
後年、島倉千代子に看取られて病気により死去。
長年闘病生活を続けていたという。

## 主なディスコグラフィー
1956年
- 新庄ばやし（1月）　-　with 島倉千代子
作詞：結城ふじを／作曲：さいとう久
- 港の人気者（3月）　-　第7回NHK紅白歌合戦（1956年）出場曲
作詞：石本美由起／作曲：堀場正雄
- 男のギター（3月）
作詞：石本美由起／作曲：堀場正雄
- 峠の茶屋（6月）
作詞：石本美由起／作曲：堀場正雄
- 幼馴染のいる港（6月）
作詞：石本美由起／作曲：堀場正雄
- 満月あばれ笠（7月）
作詞：西沢爽／作曲：小沢秀夫
- 月夜がらす（8月）
作詞：野村俊夫／作曲：竹岡信幸
- やくざ大名（10月）
作詞：野村俊夫／作曲：万城目正
- 船頭子守唄（11月）
作詞：石本美由起／作曲：上原げんと

1957年
- 男の十字路（2月）
作詞：石本美由起／作曲：万城目正
- 月夜の出船（3月）
作詞：石本美由起／作曲：堀場正雄
- 流転の宿（4月）
作詞：梅本たかし／作曲：三界稔
- 花うた河内山（5月）
作詞：丘十四夫（丘灯至夫）／作曲：船村徹
- いろは笠（5月）
作詞：石本美由起／作曲：万城目正
- 三男坊どこへ行く（6月）
作詞：石本美由起／作曲：上原げんと
- 祇園まつり音頭（7月）　-　with 島倉千代子
作詞：西沢爽／作曲：船村徹
- 裏町の三男坊（8月）
作詞：三浦康照／作曲：上原げんと
- 十五夜船（9月）
作詞：石本美由起／作曲：上原げんと

1958年
- 親子鯨（4月）
作詞：星野哲郎／作曲：平川英夫
- 俺はエトランゼ（5月）
作詞：太刀川浩／作曲：堀場正雄

## NHK紅白歌合戦出場歴
| 年度/放送回              | 曲目       | 対戦相手   |
| ------------------------ | ---------- | ---------- |
| 1956年（昭和31年）/第7回 | 港の人気者 | 西村つた江 |